# Jristínivka
Jristínivka (en ucraniano: Христи́нівка, en ruso: Христи́новка, romanizado: Khristínovka) es una ciudad en el raión de Uman del óblast de Cherkasy en Ucrania. Alberga la administración de la Hromada de Jristínivka una de las Hromada en las que está dividida Ucrania. Población: 10 068 (est. 2021).

## Historia
Hasta el 18 de julio de 2020, Jristínivka sirvió como centro administrativo del raión (distrito) de Jristínivka. Pero en julio de 2020 el raión se disolvió como parte de la reforma administrativa de Ucrania, que redujo a cuatro el número de raiones del óblast de Cherkasy. El área del raión de Jristínivka se fusionó con el raión de Uman.
También es el sitio de un antiguo asentamiento megalítico que data de 4000-3600 AC perteneciente a la cultura de Cucuteni. El asentamiento era muy grande, para esa época, cubriendo un área de 100 hectáreas. Esta protociudad es solo uno de los 2440 asentamientos Cucuteni-Trypillia descubiertos hasta la fecha en Moldavia y Ucrania. 194 (8 %) de estos asentamientos tenían un área de más de 10 hectáreas y están datados entre el 5000 y el 2700 AC y más de 29 asentamientos tenían un área en el rango de 100 - 300 - 450 hectáreas.

## Población
Según el censo ucraniano de 2001, la población de la ciudad era de 11 650 habitantes. Los ucranianos representaban el 94,9 % de la población y los rusos el 3,5 %. El ucraniano era la lengua materna del 95,6 % de la población y el ruso del 3,5 %.